# Адальберт II Иврейский
Адальберт II Иврейский (итал. Adalberto II d'Ivrea; 932 или 936 — 30 апреля 972, Отён) — король Италии в 950—964 годах, маркграф Ивреи в 965—970 годах; старший сын Беренгара II Иврейского от брака с Виллой Тосканской и его соправитель.

## Биография

### Правление
После смерти в 950 году короля Лотаря Адальберт вместе с отцом были коронованы как короли Италии.
После захвата Беренгара II императором Оттоном I в 964 году его сыновья — Адальберт, Конрад и Гвидо — не сложили оружие. В январе 965 года они подняли восстание. Император отправил против мятежников герцога Бурхарда Швабского. 25 июня состоялась битва на реке По, закончившаяся разгромом сыновей Беренгара. Гвидо погиб, Адальберт и Конрад бежали.
Пытаясь вернуть отцовское наследство, Адальберт продолжал плести интриги. В 968 году он обратился за помощью к Византии. Император Никифор послал восьмитысячную армию, командование которой Адальберт поручил своему брату Конраду. Однако Конрад перешёл на сторону императора Оттона, за что ему было даровано маркграфство Иврея. После этого Адальберт был вынужден отправиться в Бургундию к своей жене и тестю. Он умер через три года в Отёне, оставив маленького сына Отто Гильома.

## Семья
Жена: Герберга (944 — 11 декабря 986 или 991), возможно, дочь Ламберта Дижонского, графа Шалона. Дети:
- Отто Гильом (около 958 — 21 сентября 1026), 1-й граф Бургундии
- (?) Гизела; муж: маркграф Лигурии и сеньор Монферрата Ансельм I (умер около 1027 года).